# النهائي المطلق 1996
يو إف سي: نهائي النهائي 2 (بالإنجليزية: UFC: The Ultimate Ultimate 2)‏ (المعروف أيضًا باسم يو إف سي 11.5 (بالإنجليزية: UFC 11.5)‏) هو حدث لفنون القتال المختلطة نظمته يو إف سي، أُقيم في 7 ديسمبر 1996، على فير بارك أرينا في برمنغهام، ألاباما، الولايات المتحدة.